# 瓦尔彭海恩
瓦尔彭海恩（德語：Walpernhain）是德国图林根州的一个市镇。总面积4.74平方公里，总人口200人，其中男性107人，女性93人（2011年12月31日），人口密度42人/平方公里。